# Poláci (ptáci)
Poláci je skupina tří rodů kachen, vědecky označovaná buď jako tribus Aythyini[zdroj?] nebo jako podčeleď Aythyinae. Na bázi skupiny stojí čírka Marmaronetta, zrzohlávky (rod Netta, 3 žijící druhy) a poláci (rod Aythya, 12 druhů) si jsou mnohem blíže příbuzní.

## Druhy
- rod Marmaronetta
  - Marmaronetta angustirostris (Ménétrićs, 1832) – čírka úzkozobá
- rod Netta
  - Netta caryophyllacea (Latham, 1790) – pravděpodobně od roku 1935 vyhynulá; bývá také někdy řazena do zvláštního rodu Rhodonessa, což ale pravděpodobně není opodstatněné, neboť je možné, že její nejbližší příbuzná je zrzohlávka rudozobá
  - Netta erythrophthalma (Wied, 1832) – zrzohlávka rudooká
  - Netta peposaca (Vieillot, 1816) – zrzohlávka peposaka
  - Netta rufina (Pallas, 1773) – zrzohlávka rudozobá
- rod Aythya
  - Aythya affinis (Eyton, 1838) – polák vlnkovaný
  - Aythya americana (Eyton, 1838) – polák americký
  - Aythya australis (Eyton, 1838) – polák hnědavý
  - Aythya baeri (Radde, 1863) – polák černohlavý
  - Aythya collaris (Donovan, 1809) – polák proužkozobý
  - Aythya ferina (Linnaeus, 1758) – polák velký
  - Aythya fuligula (Linnaeus, 1758) – polák chocholačka
  - Aythya innotata (Salvadori, 1894) – polák madagaskarský
  - Aythya marila (Linnaeus, 1761) – polák kaholka
  - Aythya novaeseelandiae (J. F. Gmelin, 1789) – polák tmavý
  - Aythya nyroca (Güldenstädt, 1770) – polák malý
  - Aythya valisineria (A. Wilson, 1814) – polák dlouhozobý